# Predsednik Evropske komisije
Predsednik Evropske komisije (angleško: The President of the European Commission) je najvplivnejši izvršilni položaj v Evropski Uniji. je vodja Evropske komisije, izvršne veje Evropske unije. Predsednik Komisije vodi evropske komisarje, ki je kolektivno odgovoren Evropskemu parlamentu. Predsednik je pooblaščen, da po potrebi razdeli resorje, prerazporedi ali razreši komisarje. Kolegij usmerja državno službo Komisije, določa politični program in določa zakonodajne predloge, ki jih pripravi. Komisija je edino telo, ki lahko predlaga zakone EU. Predsednik Komisije predstavlja Evropsko unijo tudi v tujini, skupaj s predsednikom Evropskega sveta in visokim predstavnikom Unije za zunanje zadeve in varnostno politiko. 
Funkcija predsednika Komisije je bila ustanovljena leta 1958. Vsakega novega predsednika imenuje Evropski svet, uradno pa izvoli oz. imenuje Evropski parlament za petletni mandat.
Trenutna predsednica je Nemka Ursula von der Leyen, trinajsta predsednica Evropske komisije od leta 1958, ko je položaj nastopil prvi predsednik evropske komisije Walter Hallstein, ter prva ženska na tem položaju.

## Imenovanje
Postopek imenovanja predsednika in njegove ekipe določa 17. člen Pogodbe o Evropski uniji, ki je bila spremenjena z Lizbonsko pogodbo. Evropski svet s kvalificirano večino glasuje za kandidata za predsednika, ob upoštevanju zadnjih evropskih volitev. Ta predlog se nato predloži Evropskemu parlamentu, ki mora odobriti imenovanje ali vložiti veto. Če absolutna večina poslancev Evropskega parlamenta podpre kandidata, je ta izvoljen. Nato predsednik skupaj s Svetom parlamentu predloži listo novih komisarjev, ki jo predlaga. Parlament običajno vztraja, da se vsak izmed njih pojavi pred parlamentarnim odborom, ki ustreza njihovemu potencialnemu portfelju za javno obravnavo, po kateri evropski poslanci glasujejo o primernosti kandidata. Parlament nato glasuje o Komisiji kot celoti; če je odobrena, Evropski svet s kvalificirano večino imenuje predsednika in novo Evropsko komisijo.

### Merila
Kandidat, ki ga zbere Evropski svet, je bil pogosto vodilni nacionalni politik, vendar to ni pogoj. Pri izbiri predsednika je treba upoštevati rezultat zadnjih parlamentarnih volitev (na primer z izbiro kandidata, ki ga podpira zlasti največja evropska politična stranka, ali vsaj koga iz te politične družine - načelo Spitzenkandidata), vendar je to konvencija in ne obveznost). Ta določba pri nominaciji leta 2004 ni veljala, vendar je desnosredinska Evropska ljudska stranka, ki je zmagala na volitvah, pritiskala za kandidata iz svojih vrst. Na koncu je bil izbran njen kandidat José Manuel Barroso. Na isti podlagi je Evropska ljudska stranka med evropsko volilno kampanjo 2009 Barrosa znova nominirala za drugi mandat. Po ponovni zmagi na evropskih volitvah, mu je Evropski svet ponovno predlagal za predsednika Komisije.
Nadaljnja merila, za katera se zdi, da vplivajo na izbiro Sveta, so: s katerega območja Evrope kandidat prihaja (leta 2004 je bil favoriziran kandidat iz Južne Evrope; kandidatov politični vpliv, verodostojnost, znanje jezikov (po mnenju Francije potrebno znanje francoščine) in stopnjo integracije njegove države (ali je članica evroobmočja in Schengenskega sporazuma ...).
Obstaja domneva, da obstaja stalni dogovor, da predsedniku iz velike države sledi predsednik iz majhne države, prav tako politična menjava desnica-levica:: Royu Jenkinsu (britanski socialist) so sledili Gaston Thorn (luksemburški liberalec), Jacques Delors (francoski socialist), Jacques Santer (luksemburški krščanski demokrat), Romano Prodi (italijanski levi krščanski demokrat) in Jose Barroso (portugalski krščanski demokrat). Kljub tem predpostavkam so bili ti predsedniki običajno izbrani med političnimi bitkami in oblikovanjem koalicij. Delors je bil izbran po francosko-britanskem nesoglasju glede Clauda Cheyssona, Santer je bil kompromis, potem ko je Združeno kraljestvo postavilo veto proti Jean-Lucu Dehaeneju, Prodija pa je podprla koalicija trinajstih držav proti francosko-nemški preferenci Guyu Verhofstadtu.

### Spitzenkandidat
Način Spitzenkandidatov (nemško za „vodilni kandidat“) je način kampanje na evropskih volitvah, tako da ima vsaka politična skupina, ki se poteguje za vstop v Evropski parlament, svojega kandidata za predsednika Evropske komisije že pred volitvami. Spitzenkandidat največje stranke bi nato imel mandat, da prevzame predsedovanje Komisiji. Ta postopek se je prvič pojavil leta 2014, Svet pa je izpodbijal njegovo legitimnost. 
Sistem se je obnesel leta 2014, ko je predsednik Evropske komisije tudi dejansko postal vodilni kandidat Evropske ljudske stranke Jean-Claude Juncker. Na volitvah leta 2019 pa način ni uspel, saj vodilni kandidat Manfred Weber iz ELS, ki je ponovno zmagala na volitvah, ni prejel podpore na Evropskem svetu. Evropska ljudska stranka je zato kot alternativo ponudila nemško obrambno ministrico Ursulo von der Leyen, ki je kasneje postala predsednica.

## Mandat
Predsednik je izvoljen za petletni mandat s petimi meseci po evropskih volitvah. To je bilo usklajeno z Maastrichtsko pogodbo (pred tem je imela Komisija štiriletni mandat), volitve pa potekajo junija vsakih pet let (v letih, ki se končajo na 4 in 9).
Predsednika in njegovo Komisijo lahko z nezaupnico razreši Evropski parlament. Ta tega doslej še ni storil, vendar je neizbežnost takega glasovanja leta 1999 zaradi očitkov o finančnem neprimernem upravljanju privedla do tega, da je Santerjeva komisija sama odstopila pred glasovanjem v parlamentu.

## Plača
Osnovna mesečna plača predsednika je določena na 138% najvišje stopnje javne službe, ki je leta 2013 znašala 25.351 € na mesec oz. 304.212 € na leto plus dodatek za prebivanje v višini 15 % plačein drugi dodatki za šolanje otrok in gospodinjske stroške.

## Seznam predsednikov
Stranke
      Evropska ljudska stranka
      ALDE/Stranka ELDR
      Stranka evropskih socialistov
      Evropski napredni demokrati
| Št                                          | Slika                                       | Predsednik (rojstvo-smrt)          | Država              | Komisija | Mandat; Izbor      | Mandat; Izbor      | Politična stranka                      |
| ------------------------------------------- | ------------------------------------------- | ---------------------------------- | ------------------- | -------- | ------------------ | ------------------ | -------------------------------------- |
| • Evropska gospodarska skupnost (1958–1993) |                                             |                                    |                     |          |                    |                    |                                        |
| 1                                           |                                             | Walter Hallstein (1901–1982)       | Nemčija             | I        | 1. januar 1958     | 30. junij 1967     | Evropska ljudska stranka (CDU)         |
| 1                                           | brez (izbran s strani Sveta Evropske unije) | Walter Hallstein (1901–1982)       |                     |          |                    |                    | Evropska ljudska stranka (CDU)         |
| 2                                           |                                             | Jean Rey (1902–1983)               | Belgija             | I        | 30. junij 1967     | 1. julij 1970      | Stranka ELDR (PRL)                     |
| 2                                           | brez (izbran s strani Sveta Evropske unije) | Jean Rey (1902–1983)               |                     |          |                    |                    | Stranka ELDR (PRL)                     |
| 3                                           |                                             | Franco Maria Malfatti (1927–1991)  | Italija             | I        | 1. julij 1970      | 1. marec 1972      | Evropska ljudska stranka (DC)          |
| 3                                           | brez (izbran s strani Sveta Evropske unije) | Franco Maria Malfatti (1927–1991)  |                     |          |                    |                    | Evropska ljudska stranka (DC)          |
| 4                                           |                                             | Sicco Mansholt (1908–1995)         | Nizozemska          | I        | 1. marec 1972      | 5. januar 1973     | Evropski napredni demokrati (PvdA)     |
| 4                                           | brez (izbran s strani Sveta Evropske unije) | Sicco Mansholt (1908–1995)         |                     |          |                    |                    | Evropski napredni demokrati (PvdA)     |
| 5                                           |                                             | François-Xavier Ortoli (1925–2007) | Francija            | I        | 5. januar 1973     | 5. januar 1977     | Evropski napredni demokrati (UDR)      |
| 5                                           | brez (izbran s strani Sveta Evropske unije) | François-Xavier Ortoli (1925–2007) |                     |          |                    |                    | Evropski napredni demokrati (UDR)      |
| 6                                           |                                             | Roy Jenkins (1920–2003)            | Združeno kraljestvo | I        | 5. januar 1977     | 19. januar 1981    | Stranka evropskih socialistov (Labour) |
| 6                                           | brez (izbran s strani Sveta Evropske unije) | Roy Jenkins (1920–2003)            |                     |          |                    |                    | Stranka evropskih socialistov (Labour) |
| 7                                           |                                             | Gaston Thorn (1928–2007)           | Luksemburg          | I        | 19. januar 1981    | 6. januar 1985     | Stranka ELDR (DP)                      |
| 7                                           | 1979                                        | Gaston Thorn (1928–2007)           |                     |          |                    |                    | Stranka ELDR (DP)                      |
| 8                                           |                                             | Jacques Delors (rojen 1925)        | Francija            | I-II     | 6. januar 1985     | 1. november 1993   | Stranka evropskih socialistov (PS)     |
| 8                                           | 1984, 1989                                  | Jacques Delors (rojen 1925)        |                     |          |                    |                    | Stranka evropskih socialistov (PS)     |
| • Evropska Unija (1993-danes)               |                                             |                                    |                     |          |                    |                    |                                        |
| (8)                                         |                                             | Jacques Delors (rojen 1925)        | Francija            | III      | 1. november 1993   | 24. januar 1995    | Stranka evropskih socialistov (PS)     |
| (8)                                         | brez (nadaljevanje Delorsjeve komisije)     | Jacques Delors (rojen 1925)        |                     |          |                    |                    | Stranka evropskih socialistov (PS)     |
| 9                                           |                                             | Jacques Santer (rojen 1937)        | Luksemburg          | I        | 24. januar 1995    | 15. marec 1999     | Evropska ljudska stranka (CSV)         |
| 9                                           | 1994                                        | Jacques Santer (rojen 1937)        |                     |          |                    |                    | Evropska ljudska stranka (CSV)         |
| (-)                                         |                                             | Manuel Marín (rojen 1949)          | Španija             | I        | 15. marec 1999     | 17. september 1999 | Stranka evropskih socialistov (PSOE)   |
| (-)                                         | brez (izbran s strani Sveta Evropske unije) | Manuel Marín (rojen 1949)          |                     |          |                    |                    | Stranka evropskih socialistov (PSOE)   |
| 10                                          |                                             | Romano Prodi (rojen 1939)          | Italija             | I        | 17. september 1999 | 22. november 2004  | Stranka ELDR (Democrats)               |
| 10                                          | 1999                                        | Romano Prodi (rojen 1939)          |                     |          |                    |                    | Stranka ELDR (Democrats)               |
| 11                                          |                                             | José Manuel Barroso (rojen 1956)   | Portugalska         | I-II     | 22. november 2004  | 1. november 2014   | Evropska ljudska stranka (PSD)         |
| 11                                          | 2004, 2009                                  | José Manuel Barroso (rojen 1956)   |                     |          |                    |                    | Evropska ljudska stranka (PSD)         |
| 12                                          |                                             | Jean-Claude Juncker (rojen 1954)   | Luksemburg          | I        | 1. november 2014   | 30. november 2019  | Evropska ljudska stranka (CSV)         |
| 12                                          | 2014                                        | Jean-Claude Juncker (rojen 1954)   |                     |          |                    |                    | Evropska ljudska stranka (CSV)         |
| 12                                          |                                             | Ursula von der Leyen (rojena 1958) | Nemčija             | I-II     | 1. december 2019   |                    | Evropska ljudska stranka (CDU)         |
| 12                                          | 2019, 2024                                  | Ursula von der Leyen (rojena 1958) |                     |          |                    |                    | Evropska ljudska stranka (CDU)         |

### Še živeči nekdanji predsedniki
- Jacques Santer (1995-1999)
- Romano Prodi (1999-2004)
- José Manuel Barroso (2004-2014)
- Jean-Claude Juncker (2014-2019)